# Astana

Astana Arena

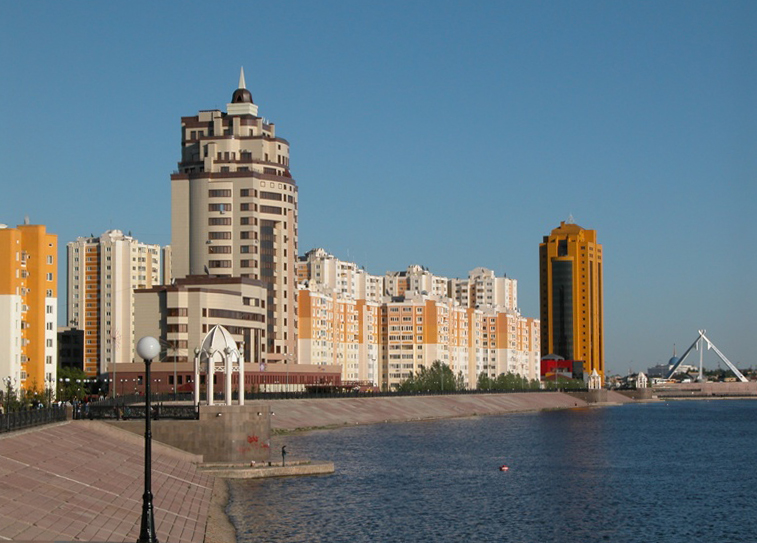
Rzeka Iszym płynąca przez miasto

Astana (kaz. cyr. i ros. Астана; 1824–1961 Akmolińsk, 1961–1992 Celinograd, 1992–1998 Akmoła, 1998–2019, i ponownie od 2022 r. Astana, 2019–2022 Nur-Sułtan) – stolica i drugie co do liczby ludności miasto w Kazachstanie, położone nad rzeką Iszym, w północno-środkowej części kraju na Pogórzu Kazachskim.

## Historia
- 1824 – Rosjanie zbudowali fortecę Akmolińsk (od kazachskiego „Akmoły” – biała mogiła), warownia służyła również jako ośrodek handlowy, bowiem znajdował się tu punkt zborny dla karawan z Taszkentu i Buchary do Rosji.
- 1862 – osada otrzymała prawa miejskie.
- 1868 – Akmolińsk pełnił funkcję centrum administracyjnego dla obwodu akmolińskiego.
- 2 marca 1918 – władzę w mieście przejęła rada delegatów robotniczych, chłopskich i żołnierskich.
- 25 maja 1918 – od Kazania do Władywostoku wybuchło powstanie Białej Gwardii, od 3 czerwca 1918 miastem rządziła Armia admirała Kołczaka.
- 25 listopada 1919 – Armia Czerwona z powrotem zajęła Akmolińsk.
- 1941–1945 – podczas II wojny światowej miasto stało się ważnym centrum przemysłowym, do którego ewakuowano zakłady i fabryki z terenów okupowanych przez Niemcy.
- 20 marca 1961 – Nikita Chruszczow ogłosił kampanię zagospodarowania nieużytków, tj. przekształcenia 250 000 km² pastwisk stepowych w pola uprawne pszenicy, równocześnie przemianował Akmolińsk na Celinograd (ros. celina = nieużytki), który powołał do pełnienia roli centrum tego projektu. Miasto rozwijało się i wzrastało jego znaczenie.
- 1992 – po uzyskaniu przez Kazachstan niepodległości, w trakcie kampanii derusyfikowania nazw obiektów geograficznych, miasto przyjęło nazwę kazachską Akmoła.
- 6 lipca 1994 – rząd przyjął uchwałę o przeniesieniu stolicy z Ałmaty do Akmoły.
- 10 grudnia 1997 – oficjalne przyznanie Akmole statusu miasta stołecznego.
- 6 maja 1998 – zmiana nazwy miasta na Astana (w języku kazachskim: stolica).
- 30 sierpnia 2002 – ukończenie budowy wieży Bäjterek.
- 23 i 24 września 2003 – miasto organizuje I Kongres Liderów Religii Światowych i Tradycyjnych, tego typu zgromadzenia miały miejsce także w kolejnych latach (2006, 2009, 2012, 2015 i 2018).
- 2 września 2006 – ukończenie budowy pałacu Pokoju i Pojednania.
- 1 i 2 grudnia 2010 – Astana gości szczyt głów państw i szefów rządów państw Organizacji Bezpieczeństwa i Współpracy w Europie.
- 30 stycznia – 6 lutego 2011 – razem z Ałmaty miasto organizuje Zimowe Igrzyska Azjatyckie.
- 22 listopada 2012 – miasto zostaje nominowane przez Międzynarodowe Biuro Wystaw Światowych do zorganizowania wystawy Expo 2017.
- 10 czerwca 2017 – nastąpiła oficjalna inauguracja wystawy Expo 2017.
- 20 marca 2019 – kazachski parlament z inicjatywy nowego prezydenta Kasyma-Żomarta Tokajewa podjął decyzję o zmianie nazwy stolicy na Nur-Sułtan, ku czci ustępującego prezydenta Nursułtana Nazarbajewa[2][3][4].
- 19 września 2022 – po przeszło 3 latach obowiązywania nowej nazwy, w ramach reformy konstytucyjnej stolicy przywrócono poprzednią nazwę – Astana[5].

### Burmistrzowie
- 1997–2003 Adilbiek Dżaksybiekow
- 2003–2004 Temirchan Dosmuchanbetow
- 2004–2006 Umirzak Szukajew
- 2006–2008 Askar Mamin
- 2008–2014 Imangali Tasmagambetow
- 2014–2016 Adilbiek Dżaksybiekow
- 2016–2018 Asiet Isiekieszew
- 2018–2019 Bakyt Sułtanow
- 2019–2022 Ałtaj Kulginow
- od 2022 Żenis Kasymbiek

## Geografia

### Klimat
| Miesiąc                          | Sty   | Lut   | Mar   | Kwi  | Maj  | Cze  | Lip  | Sie  | Wrz  | Paź  | Lis  | Gru   | Roczna |
| -------------------------------- | ----- | ----- | ----- | ---- | ---- | ---- | ---- | ---- | ---- | ---- | ---- | ----- | ------ |
| Średnie temperatury w dzień [°C] | -9.9  | -9.2  | -2.5  | 10.9 | 20.2 | 25.8 | 26.8 | 25.2 | 18.8 | 10.0 | -1.4 | -8.0  | 8,9    |
| Średnie dobowe temperatury [°C]  | -14.2 | -14.1 | -7.0  | 5.2  | 13.9 | 19.5 | 20.8 | 18.8 | 12.3 | 4.6  | -5.4 | -12.1 | 3,5    |
| Średnie temperatury w nocy [°C]  | -18.3 | -18.5 | -11.5 | 0.2  | 7.9  | 13.2 | 15.0 | 12.8 | 6.6  | 0.2  | -8.9 | -16.1 | −1,5   |
| Opady [mm]                       | 16    | 15    | 18    | 21   | 35   | 37   | 50   | 29   | 22   | 27   | 28   | 22    | 320    |
| Średnia liczba dni deszczowych   | 2     | 2     | 5     | 9    | 15   | 13   | 15   | 13   | 12   | 10   | 7    | 3     | 106    |
| Średnia liczba dni śnieżnych     | 25    | 23    | 19    | 6    | 1    | 0.1  | 0    | 0    | 1    | 7    | 18   | 24    | 124    |
| Wilgotność [%]                   | 78    | 77    | 79    | 64   | 54   | 53   | 59   | 57   | 59   | 68   | 80   | 79    | 67     |
| Średnie usłonecznienie [h]       | 103   | 147   | 192   | 238  | 301  | 336  | 336  | 294  | 230  | 136  | 100  | 94    | 2507   |
| Źródło: Pogodaiklimat.ru         |       |       |       |      |      |      |      |      |      |      |      |       |        |

### Demografia
Wzrost liczby ludności w mieście:
- 287 tys. – 1993
- 500 tys. – 2003
- 600 tys. – 2004[7]
- 701 tys. – 2010[8]
- 835 tys. – 2014[9]
- 860 tys. – 2015[10]
- 1 mln 47 tys. – 2018[11]

## Religia
- metropolia Astana
- archidiecezja Najświętszej Maryi Panny w Astanie
- sobór Zaśnięcia Matki Bożej w Astanie
- synagoga Beit Rachel w Astanie

## Gospodarka
Ośrodek handlowo-usługowy dużego regionu rolniczego. Rozwinięty przemysł metalowy – głównie produkcja maszyn rolniczych, oraz materiałów budowlanych. Poza tym przemysł spożywczy, lekki, odzieżowy, zakłady naprawcze taboru kolejowego. Ważny węzeł drogowy i kolejowy ze stacją Astana, międzynarodowy port lotniczy.

## Transport

Port lotniczy Nur-Sułtan

- stacja kolejowa Astana-1

- stacja kolejowa Astana Nurły Żoł

- trolejbusy w Astanie
- port lotniczy Nur-Sułtan

## Edukacja
W Astanie znajduje się pięć uczelni, w tym Euroazjatycki Uniwersytet Narodowy im. L.N. Gumilowa oraz Uniwersytet Nazarbajewa.

## Kultura
W mieście znajduje się Kazachska Filharmonia Narodowa, muzea i kilka teatrów i wiele innych ośrodków kultury, do których można zaliczyć Bibliotekę Narodową, Salę Kongresową, Pałac Młodzieży i Prezydenckie Centrum Kultury. Głównym symbolem miasta jest wieża widokowa Bäjterek.

## Sport
Nazwę miasta nosi grupa kolarska Astana Pro Team, której kolarz Alberto Contador w 2009 wygrał Tour de France, a cały zespół klasyfikację drużynową. W 2014 inny kolarz ekipy, Vincenzo Nibali, również zwyciężył w Tour de France.
W mieście znajduje się piłkarski stadion narodowy Astana Arena, którego budowa została zakończona w 2009 roku. Swoje mecze rozgrywa na nim FK Astana. Siedzibę w Astanie ma także klub FK Astana-1964, który korzysta ze starszego obiektu, Stadionu im. Każymukana Mungajtpasuly.

## Architektura
- pałac prezydencki Ak Orda
- pałac Pokoju i Pojednania
- Bäjterek
- Kazachska Filharmonia Narodowa
- Chan Szatyr
- Astana Arena
- Transport Tower

## Miasta partnerskie
| Kraj                         | Miasta                  |
| ---------------------------- | ----------------------- |
| Chiny                        | Pekin                   |
| Chorwacja                    | Zagrzeb                 |
| Filipiny                     | Manila                  |
| Finlandia                    | Oulu                    |
| Francja                      | Nicea                   |
| Gruzja                       | Tbilisi                 |
| Indonezja                    | Dżakarta                |
| Jordania                     | Amman                   |
| Kirgistan                    | Biszkek                 |
| Korea Południowa             | Seul                    |
| Litwa                        | Wilno                   |
| Łotwa                        | Ryga                    |
| Polska                       | Gdańsk Warszawa         |
| Rosja                        | Kazań Moskwa Petersburg |
| Stany Zjednoczone            | Pittsburgh              |
| Turcja                       | Ankara Izmir Stambuł    |
| Ukraina                      | Kijów                   |
| Uzbekistan                   | Taszkent                |
| Wielka Brytania              | Margate                 |
| Wietnam                      | Hanoi                   |
| Zjednoczone Emiraty Arabskie | Dubaj                   |